# Karla Santos
Karla Santos (Manatí, 28 novembre 1997) è una pallavolista portoricana, schiacciatrice delle Atenienses de Manatí.

## Carriera

### Club
La carriera di Karla Santos inizia nei tornei scolastici portoricani, giocando con il Colegio Puertorriqueño de Niñas; in questo periodo fa la sua prima esperienza da professionista, disputando la Liga de Voleibol Superior Femenino 2017 con le Orientales de Humacao. Si trasferisce quindi negli Stati Uniti d'America per prendere parte alla lega universitaria di NCAA Division II: fa parte del programma della CSU Los Angeles dal 2017 al 2021, saltando l'annata 2020 per via della pandemia di COVID-19 negli Stati Uniti d'America.
Rientra in seguito a Porto Rico per disputare la Liga de Voleibol Superior Femenino 2022 con le Atenienses de Manatí, ricevendo il premio di miglior ritorno; in seguito viene inserita due volte nello All-Star Team e riceve un premio come MVP della regular season.

### Nazionale
Nel 2013 con la nazionale portoricana under 18 si aggiudica la medaglia d'argento alla Coppa panamericana e partecipa al campionato mondiale, classificandosi al quattordicesimo posto; due anni più tardi con l'under 20 si disimpegna invece al campionato mondiale, chiuso al quattordicesimo posto.
Nel 2023 debutta in nazionale maggiore in occasione della NORCECA Final Four, dove conquista la medaglia d'oro, andando poi a vincere l'argento ai XXIV Giochi centramericani e caraibici e alla Coppa panamericana. Nel 2025 mette al collo ancora un alla NORCECA Final Four, venendo inoltre premiata come miglior schiacciatrice, e il bronzo alla Coppa panamericana.

## Palmarès

### Nazionale (competizioni minori)
- Coppa panamericana under 18 2013
- NORCECA Final Four 2023
- Giochi centramericani e caraibici 2023
- Coppa panamericana 2023
- NORCECA Final Four 2025
- Coppa panamericana 2025

### Premi individuali
- 2022 - Liga de Voleibol Superior Femenino: Miglior ritorno
- 2023 - Liga de Voleibol Superior Femenino: All-Star Team
- 2024 - Liga de Voleibol Superior Femenino: MVP della regular reason
- 2024 - Liga de Voleibol Superior Femenino: All-Star Team
- 2025 - NORCECA Final Four: Miglior schiacciatrice